# آستان خواجه خضر
آستان خواجه خضر مربوط به دوره تیموریان ۷۰۰ سال قبل است و در کوهبنان، بلوار خواجه خضر، پارک برهان الدین کوهبنانی، دامنه کوه قلعه دختر واقع شده و این اثر در تاریخ ۷ اسفند ۱۳۸۶ با شمارهٔ ثبت ۲۱۴۷۱ به‌عنوان یکی از آثار ملی ایران به ثبت رسیده است.